# Linh dương sừng móc miền Tây
Linh dương sừng móc miền Tây hay linh dương sừng móc lớn (Danh pháp khoa học: Alcelaphus buselaphus major) là một phân loài của loài alcelaphus buselaphus, chúng là một loài linh dương bản địa sống ở trung tâm và đồng bằng cỏ cao của các nước Bénin, Burkina Faso, Cameroon, Cộng hòa Trung Phi, Chad, Bờ Biển Ngà, Ghana, Guinea, Guinea-Bissau, Mali, Niger, Nigeria, Senegal, và Togo. Nó được xác nhận là quần thể tuyệt chủng tại Gambia.

## Mô tả
Những con trưởng thành khi đứng có chiều cao trung bình đến 1,4m (4.6 ft), chiều cao tính đến vai và nặng 145 kg (320 lb). Bộ da của linh dương sừng cong phía tây có tổng thể là nâu vàng màu, từ màu nâu đến màu nâu sẫm. Nó có một cái bướu nhỏ ở vai trước. Nó có đôi chân mỏng manh, thon nhỏ và một khuôn mặt rất hẹp. Cả hai giới đều có sừng. Sừng có thể dài đến 45–70 cm (18–28 in) và có biến đổi đáng kể trong tăng trưởng còi xảy ra, nhưng chúng thường mọc ngang ra từ đầu, trước khi uốn cong về phía trước, sau đó vào bên trong. Những chiếc sừng này được chấm dứt bởi sắc nét.

## Tập tính
Chúng là động vật xã hội hình thành đàn từ 20 đến 300 cá thế. Nói chung loài khá bình tĩnh trong tự nhiên nhưng cũng có thể hung dữ khi bị khiêu khích. Vào những lúc nguy hiểm, thì cả bầy bỏ trốn. Chúng tỉnh táo và thận trọng hơn so với động vật móng guốc khác. Những con đực trưởng thành là con mồi săn ưa thích của sư tử, báo, linh cẩu và chó hoang, đặc biệt là loài báo săn. Ngoài ra, cá sấu sông Nile đã được ghi nhận săn những con linh dương này.
Các con Linh dương sừng cong phía tây là chủ yếu hoạt động vào ban ngày. Chúng là một động vật ăn cỏ, chúng dành thời gian gặm cỏ trong suốt thời gian buổi sáng và buổi chiều mát, sau đó nghỉ ngơi tại các khu vực bóng râm vào ban ngày nóng. Những con cái tụ thành đàn từ năm đến 12 thành viên, trong khi con đực nói chung thì vẫn đơn độc trong đời sống. Trong khi các đàn gia súc được nuôi ăn và mãi mê gặm cỏ thì, một thành viên sẽ hoạt động như một lính gác, theo dõi động vật săn mồi có thể làm hại chúng.
Nếu bị đe dọa, đàn chạy trốn như một mũi tên với việc đạt tốc độ lên đến 80 km/h (50 mph) làm cho chúng trở thành một trong những loài linh dương nhanh nhất. Các đàn nói chung là ít vận động. Chúng dành nhiều ngày của chúng để nghỉ ngơi trong bóng râm để thoát trưa thời gian nhiệt. Chúng sẽ di chuyển như một đàn để tìm nước. Trong mùa khô đặc biệt, hoặc trong thời gian hạn hán, những đàn linh dương cái sẽ di chuyển cùng nhau, tìm kiếm nước hoặc chăn thả hơn.
Linh dương sừng cong phía tây nói chung là không hung hăng cho lắm, nhưng chúng sẽ chiến đấu để bảo vệ những con non của chúng hoặc khu vực tuyên bố là thuộc sở hữu lãnh thổ của chúng. Những con đực chiếm cứ cả một khu vực đồng bằng trung bình khoảng 31 ha (0,31 km2), trong thời hạn từ 4-5 năm. Con đực bảo vệ khu vực tuyên bố chúng sẽ quyết liệt chiến đấu để bảo vệ lãnh thổ. Con đực đã được biết đến mà không có nước để bảo vệ lãnh thổ của chúng nhưng nếu một cá thể trong đàn rời lãnh thổ của mình để tìm nước, một con đực khác có thể chiếm đoạt lãnh thổ.

## Tập tính ăn
Chúng sống ở thảo nguyên và đồng cỏ khô trong rừng, thường xuyên di chuyển vào nơi khô cằn hơn sau khi trời mưa. Chúng cũng chấp nhận với các vùng cây cối rậm rạp hơn các chủng loài khác, và thường được tìm thấy trên các cạnh của rừng. Giống như hầu hết các loài linh dương, các chúng hoạt động vào ban ngày. Nó lướt đi vào buổi sáng sớm và chiều muộn, và nằm trong bóng râm trong thời gian nóng nhất trong ngày.
Khẩu phần ăn của chúng bao gồm chủ yếu là các loại cỏ, với một lượng nhỏ cỏ hyparrhenia và các loại đậu trong suốt cả năm. Chúng là động vật ăn cỏ, và chế độ ăn của họ bao gồm chủ yếu là các loại cỏ. Nói chung bao gồm ít nhất 80% trong khẩu phần ăn của linh dương Koke, cỏ chiếm tới hơn 95% thực phẩm của chúng trong mùa mưa, tháng Mười đến tháng Năm. Giữa mùa, chúng chủ yếu ăn các loại cỏ cây luồng. Chúng ăn cỏ hyparrhenia và đậu với số lượng nhỏ trong suốt cả năm. Trong khu vực có nước khan hiếm, chúng có thể ăn dưa hấu, rễ, và củ. Trong thời gian cả đàn đang ăn, một cá thể sẽ được phân công theo dõi cho những mối nguy hiểm, thường đứng trên một gò mối để trông xa hơn. 

## Sinh sản
Thời gian giao phối thay đổi theo mùa. Chúng thành thục từ 1-2 tuổi. Sau một thời gian mang thai tám tháng, một đứa con được sinh ra. Phân loài này sống ở thảo nguyên, rừng và đồng bằng mở. Vào lúc ba hay bốn tuổi, con đực có thể cố gắng để có một vùng lãnh thổ và các thành viên là con cái. Một cư dân giống đực bảo vệ lãnh thổ của mình và sẽ chiến đấu nếu bị khiêu khích. Các con đực đánh dấu biên giới lãnh thổ của mình thông qua hành vi đại tiện.
Sự bắt đầu của một cuộc chiến được đánh dấu bằng một loạt các cử động của đầu và thái độ, cũng như phân lưu ký trên đống phân. Các đối thủ quỳ đầu gối của mình, và sau khi đưa ra một cái búa giống như thổi, bắt đầu một trận đấu vật, sừng của chúng lồng vào nhau. Một nỗ lực để vặn đầu của đối thủ khác sang một bên để đâm vào cổ và vai với sừng của nó. Những con đực thường bị mất lãnh thổ của chúng sau bảy hay tám năm. 